# Anatolij Ivanovics Ivanov
Anatolij Ivanovics Ivanov, oroszul: Анатолий Иванович Иванов (Leningrád, 1928. május 17. – Szentpétervár, 2013. július 20.) szovjet nemzetközi labdarúgó-játékvezető.

## Pályafutása

### Nemzeti játékvezetés
Játékvezetésből 1968-ban Leningrádban vizsgázott. Vizsgáját követően a Leningrádi Labdarúgó-szövetség által üzemeltetett labdarúgó bajnokságokban kezdte sportszolgálatát[forrás?]. A Szovjet Labdarúgó-szövetség Játékvezető Bizottságának (JB) minősítésével a Viszsaja liga játékvezetője. Küldési gyakorlat szerint rendszeres partbírói szolgálatot is végzett. A nemzeti játékvezetéstől 1980-ban visszavonult.

### Nemzetközi játékvezetés
A Szovjet labdarúgó-szövetség JB terjesztette fel nemzetközi játékvezetőnek, a Nemzetközi Labdarúgó-szövetség (FIFA) 1971-től tartotta nyilván bírói keretében. Több nemzetek közötti válogatott, valamint UEFA-kupa és Bajnokcsapatok Európa-kupája klubmérkőzést vezetett, vagy működő társának partbíróként segített. A nemzetközi játékvezetéstől 1978-ban búcsúzott. Válogatott mérkőzéseinek száma: 3.

#### Labdarúgó-világbajnokság
Az 1978-as labdarúgó-világbajnokságon a FIFA JB kizárólag partbíróként alkalmazta. Kettő csoportmérkőzésen és a második kör egyik találkozóján működött. A kor elvárása szerint az egyes számú partbíró játékvezetői sérülésnél átvette a mérkőzés vezetését. A második körben első számú pozícióba kapott besorolást. Partbírói mérkőzéseinek száma világbajnokságon: 3.
| Időpont          | Helyszín                              | Mérkőzés típusa                     | Mérkőzés               | Játékvezető           | Eredmény | Nézők száma |
| ---------------- | ------------------------------------- | ----------------------------------- | ---------------------- | --------------------- | -------- | ----------- |
| 1978. június 3.  | José Amalfitani Stadion, Buenos Aires | csoportmérkőzés (3. csoport)        | Ausztria–Spanyolország | Palotai Károly        | 2 – 1    | 40 841      |
| 1978. június 7.  | Városi Stadion, Mendoza               | csoportmérkőzés (4. csoport)        | Hollandia–Peru         | Adolf Prokop          | 0 – 0    | 28 125      |
| 1978. június 21. | Városi Stadion, Mendoza               | csoportmérkőzés 2. kör (B. csoport) | Lengyelország–Brazília | Juan Silvagno Cavanna | 1 – 3    | 39 586      |

#### A magyar labdarúgó-válogatott mérkőzései (1902–1929)
| Időpont            | Helyszín                     | Mérkőzés típusa          | Mérkőzés              | Eredmény | Nézők száma |
| ------------------ | ---------------------------- | ------------------------ | --------------------- | -------- | ----------- |
| 1974, november 10. | Jurij Gagarin Stadion, Várna | 490. válogatott mérkőzés | Bulgária–Magyarország | 0 – 0    | 2 000       |

## Külső hivatkozások
- Anatolij Ivanov. eu-football.info. (Hozzáférés: 2015. december 15.)
- Anatolij Ivanov. worldfootball.net. (Hozzáférés: 2015. december 15.)
- Anatolij Ivanov. World Referee. [2015. december 25-i dátummal az eredetiből archiválva]. (Hozzáférés: 2015. december 15.)
- Anatolij Ivanov. footballdatabase.eu. (Hozzáférés: 2015. december 15.)
- Anatolij Ivanov. worldfootball.net. (Hozzáférés: 2015. december 15.)